# Rockstar Vancouver
ロックスター・バンクーバー（Rockstar Vancouver Inc.）は、カナダブリティッシュコロンビア州バンクーバーにかつて存在していたゲーム開発会社。テイクツー・インタラクティブ内のブランド、ロックスター・ゲームス傘下のオフラインからオンライン向けのゲーム開発スタジオの1つであった。

## 概要
旧社名はBarking Dog Studios（Barking Dog Studios Ltd.）と呼ばれるスタジオであったが、2008年8月にロックスター・ゲームス社（テイクツー・インタラクティブ）に買収され、ロックスター・ブランドの傘下となり、Barking Dog Studios Ltd.からロックスター・バンクーバー株式会社（Rockstar Vancouver Inc.）へと改名(社名変更)した。
主に『ブリー』のゲーム開発をし、全体的な責任者となった。一方で、マックスペインシリーズの『マックスペイン3』においてはロックスター・サンディエゴ社への開発援助を行っていた。

## ロックスター・トロント社との合併
2012年7月9日の『マックスペイン3』のリリース後、ロックスター・バンクーバー社は姉妹スタジオである、ロックスター・トロント社との合併の一環として公式に閉鎖された。

## 開発作品
- カウンターストライク（2000年）
- ブリー（2008年）
- マックスペインシリーズ
  - マックスペイン3（2012年）